# 海地国家图书馆
海地国家图书馆（法語：Bibliothèque Nationale d'Haïti）是海地的國家圖書館，在1939年興建，位於首都太子港，擁有約26,000冊藏书。。現任圖書館負責人為Emmanuel Ménard先生。

## 早期歴史
第一代海地國家圖書館是在1825年，由時任總統讓-皮埃爾·布瓦耶（1818-1843）宣佈建立。
而圖書館是可能在19世紀60年代時被摧毀，當時的政治衝突導致海地的許多具有重要文化意義的項目被遭破壞。

## 歴史
第二代海地國家圖書館在1939年興建。在20世紀的50年代，當時的導演馬克斯·比辛計算出館内藏書書本和小冊子合共多達8300本。